# Paul L. Modrich
Paul L. Modrid là một nhà khoa học người Mỹ. Ông đã được trao giải Nobel Hóa học năm 2015 cùng với nhà hóa học Thụy Điển Tomas Lindahl và nhà hóa học người Thổ Nhĩ Kỳ Aziz Sancar. Họ được trao giải Nobel nhờ công trình vẽ bản đồ các tế bào sửa chữa DNA bị tổn thương.